# 鄭夢九
鄭夢九（チョン・モング、1938年3月19日 – ）は、大韓民国の自動車メーカー現代自動車グループの会長。

## 経歴
現代グループ創業者鄭周永の次男として当時の京城（現 ソウル）で生まれる。1967年に漢陽大学校を卒業。
1970年、叔父の鄭世永が社長を務める現代自動車に入社、以後は現代自動車勤務と現代グループ子会社重役への出向を繰り返し業歴を積む。1996年、老齢の父に代わって現代グループ会長に就任。ただし最終的な実権は父が握り、意中の後継者は別であった。1997年のアジア通貨危機後は、現代グループの経営不振とグループ後継者争いが勃発する。
1999年3月、鄭世永名誉会長、その子の鄭夢奎会長（CEO）から経営権を譲渡され、現代自動車会長に就任する。これは本家が分家から権力を奪ったもの、周永が総帥に選ばなかった夢九を宥めるためにグループ有力企業を与えたものだとも言われた。グループ別企業を割り当てられた世永親子は同年8月にグループを離脱している。
2000年、鄭周永の五男鄭夢憲と現代グループの後継者をめぐって激しく争う。王子の乱と言われたこの抗争に敗北し、現代財閥の後継者は鄭夢憲となったが、鄭夢九は現代自動車を率いて現代財閥から独立することとなった。
その後は強力なリーダーシップを発揮して現代-起亜自動車グループを発展させることに成功したが、息子の鄭義宣を後継者とする工作や政界工作などのために巨額の不正資金を作り出していたことが発覚した。2006年4月には不正資金容疑で逮捕されるも、2年後の2008年に実施された光復節（光復63周年・建国60周年）を記念する特赦により赦免・復権を果たしている。
スポーツ界ではアーチェリー競技の振興に寄与し、大韓アーチェリー協会会長、世界アーチェリー連盟副会長を務めた。
ジャーナリスト辺真一は同世代の母方親族にあたる。